# تمارة هوروويتز
تمارة هوروويتز (بالإنجليزية: Tamara Horowitz) هي فيلسوفة أمريكية، ولدت في 7 نوفمبر 1950 في بروكلين في الولايات المتحدة، وتوفيت في 30 يناير 2000 في Shadyside (Pittsburgh) ‏ في الولايات المتحدة.